# Silo (stockage)
Pour les articles homonymes, voir Silo.

Silos agricoles aux États-Unis.

Un silo est un réservoir de stockage destiné à entreposer divers produits en vrac (et pulvérulents, en granulés, en copeaux, etc.) utilisés dans diverses industries (brasseries, cimenteries, matières plastiques, engrais, matériaux divers, etc.) et dans le domaine agricole. Il se différencie d'une trémie par le fait qu'il est hermétiquement fermé.
Le terme a été emprunté à l'espagnol.
Il s'agit généralement d'installations verticales, souvent cylindriques, construites en divers matériaux (bois, acier, béton le plus souvent, etc.). C'est le cas des silos tours. Il peut aussi s'agir d'installations horizontales. C'est le cas des silos couloirs (ou silos tranchées), utilisés notamment en agriculture pour préparer et conserver des ensilages.
Le remplissage des silos se fait par le haut et recourt à diverses techniques : élévateur à godets ou à vis sans fin, air pulsé, etc.
Le plus haut silo du monde en activité mesure 118 mètres et est situé à Zurich en Suisse (Swissmill (en)).
Au Canada, les silos à céréales sont définis par la Loi sur les grains du Canada. Ils sont réglementés par la Commission canadienne des grains.
Le principal danger que présentent ces structures, bien que rare, est le risque d'explosion de poussières pour ceux qui contiennent des matières combustibles et/ou oxydables.

## Histoire du silo et évolutions dans le temps

### Techniques de conservations et premiers silos
Avec l’apparition de l’agriculture vers 9 000 avant J.-C., l’Homme commence à développer des techniques telles que l’irrigation des cultures. Ces avancées constituent un facteur de la sédentarisation de l’Homme, désormais capable de maîtriser un cycle de production. Pour ces civilisations se pose alors le problème de la conservation des ressources, notamment céréalières.
Deux solutions voient alors le jour : une solution à court ou moyen terme : la conservation des ressources dans des récipients en céramiques tels que les jarres ou le pithos. Ce mode de conservation peut alors se faire à l’air libre, ou bien être enterré. Bien que pratique, cette méthode reste domestique ou destinée au commerce, mais elle ne permet pas de conserver à long terme, ni en grandes quantités. Les sacs de stockages en jutes seront également très utilisés pour le commerce, pratiques car réutilisables, offrant une possibilité d’aération et surtout moins fragiles que la céramique.
Une autre solution est alors le silo, qui, dans sa version protohistorique, consiste en une fosse, creusée dans le sol, présentant une embouchure rétrécie (voir stockage des céréales). Par la suite seront développés des greniers. Les premiers sont datés à l’âge du bronze et du fer sur le continent européen. Cette méthode présente l’avantage de tenir le contenu hors de l’humidité et des rongeurs. Sont d’ailleurs souvent présent des garde-rats, prévus à cet effet. La température basse inhibe le développement microbien. Le ruissellement de la vapeur d'eau condensée au niveau des parois fait que les grains de céréales, à leur contact, germent rapidement en dégageant du gaz carbonique qui sature le silo. Le milieu devient anoxique, ce qui inhibe la germination et fait entrer les grains en dormance. Ils peuvent se conserver ainsi quelques années, devenant moins panifiables mais gardant leurs qualités germinative et nutritive. Ces silos enterrés sont notamment utilisés au haut Moyen Âge Les greniers ont une fonction différente des silos enterrés, ils permettent de ventiler le contenu, ce qui est particulièrement utile pour le séchage des céréales telles que le blé avant que les épis soient battus pour en extraire les grains. 
Ces modes de conservations n’évoluent que peu par la suite, ce sont souvent les matériaux qui changent mais le principe reste le même. On voit notamment des greniers à blé apparaître au cœur des villes, comme c’est le cas de la Kornhaus de Berne, en Suisse, construit entre 1711 et 1715. Ce bâtiment servait à stocker les céréales issues des productions de la ville.

### Industrialisation des silos[6]
Au début du 20e siècle, en France, le stockage des produits céréaliers se faisait encore majoritairement dans des sacs de stockages, qu'on entreposait dans des greniers à blé. La matière de ces sacs permettait de protéger les récoltes de l’humidité et de la dégradation et rendaient de plus les récoltes pérennes. Ainsi, si une année s’avérait moins fructueuse en termes de rendement, le stockage réalisé sur les années précédentes était représentatif de sécurité pour les membres de l’univers agricole.
Cette période dure jusqu'en 1927, où une crise de mévente du blé se produit. La surproduction de blé cette année-là amène son prix à fortement chuter. Les négociants sont d'ailleurs accusés de profiter de cette crise pour profiter d'une spéculation à la baisse, au détriment de l'intérêt des producteurs. Ainsi, à la fin de l'année, une importante partie de la production de blé Française reste invendue.
Le gouvernement décide donc d’instaurer en 1932 des coopératives, et de changer le système alors en place qui était un marché de négoce (la vente se faisait au sac). On décide alors de stocker la production et d’échelonner les ventes pour avoir le contrôle sur le cours du blé sur le marché. Cette évolution nécessite cependant une innovation technologique, une structure pouvant stocker des tonnes de céréales sans risque de perdre la production au premier aléa climatique : le silo de stockage. Ce système coûteux est financé à 33 % par l’État.
C'est donc la période 1929-1936 qui voit l'apparition des premiers véritables silos à grains. En 1936, environ 170 silos ont d'ailleurs déjà été construits dans le pays.
Durant les années 1930, le silo est perçu comme une construction nouvelle, aux formes élaborées qui se fond particulièrement dans la masse. Cependant, on se pose quelques questions sur la pérennité de ce dernier. Sera-t-il un édifice autonome et durable ? Est-ce que les graines seront conservées d’une meilleure façon que dans un sac ? La technique d’entreposage sera-t-elle efficace ? Quel sera le coût de ses réparations si un imprévu venait à arriver ?
Plusieurs années auront été nécessaires afin de redessiner ses formes, établir des plans, réaliser des calculs, prévoir des coûts annexes ou anticiper la résistance des matériaux qui ont permis de concevoir de nos jours des silos aux fonctionnalités avancées, permettant de gagner du temps et d’économiser de la main d’œuvre. Durant plus de soixante-quinze ans, les silos auront fait parler d’eux comme une véritable innovation dans le monde de l’agriculture, ayant révolutionné les différents processus de stockage des matières qui les composent.

### Place du silo aujourd'hui
Si cette structure a révolutionné le monde agricole, et continue d'ailleurs à être le contenant de stockage le plus répandu dans le monde, elle est aujourd'hui bien moins appréciée. Un silo est de l'avis général un élément plutôt en désaccord avec le paysage, bruyant, et représentant une technologie datée. C'est d'autant plus vrais pour les structures de plusieurs dizaines d'années. Remis en cause par d’autres techniques de stockage, de nombreux silos ont été abandonnés et la question de leur devenir se pose.
Pour faire face à cette situation, certains projets ont choisi d'offrir une seconde vie à ces silos, en leur inculquant une image renaissante.
Une agence d’architecture aux Pays-Bas dénommée « Wenink Holtkamp Architecten » a réhabilité un ancien silo de stockage et l’a reconverti en un marché alimentaire, permettant aux habitants de consommer des produits régionaux et ayant permis de sauver un patrimoine menacé de démolition. Une seconde innovation a d’autre part permis à la ville de Marseille de convertir un ancien silo de stockage de grains en une salle de spectacle.

## Types de silos[10]

### Silo tour
Il permet une meilleure conservation des produits, en plus de limiter leurs pertes. Ce type de silo est également plus simple à utiliser (il est inutile de bâcher et débâcher, ni de tasser), et prend peu de place. Il est en revanche bien plus onéreux, et présente des risques d'accidents plus élevés.
Les silos tour se découpent en plusieurs catégories :

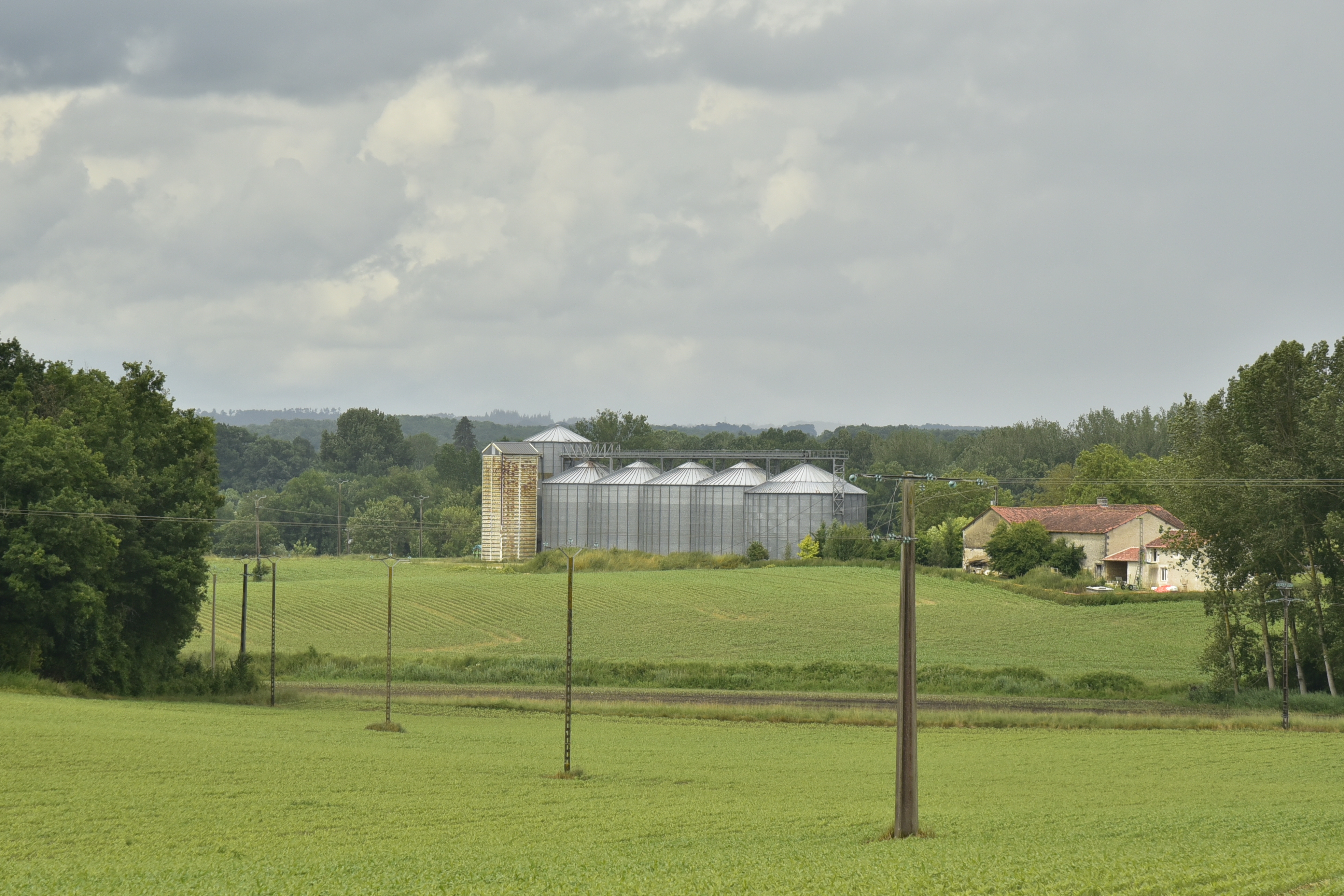
Silos à fond plat de stockage de blé avec manutention fixe

#### Silo à fond plat
C'est le type de silo le plus courant et le plus imposant, Il est utilisé en ferme comme dans l'industrie. Les silos à fonds plats disposent d'une très grande capacité.
On peut généralement installer de la manutention fixe sur leur chapeau de toit, telle que des passerelles.
Sa construction nécessite la mise en place d'une bague périphérique et d'une dalle pour le fond du silo, ainsi que des conduits de ventilation et de décharge. Dans le cas d'un silo de très grande capacité, il est nécessaire de construire des aménagements supplémentaires pour maintenir cette structure.
Le silo à fond plat sert surtout à stocker des produits (notamment les grains) dans une optique de long terme.

#### Silo à fond conique[11],[12]

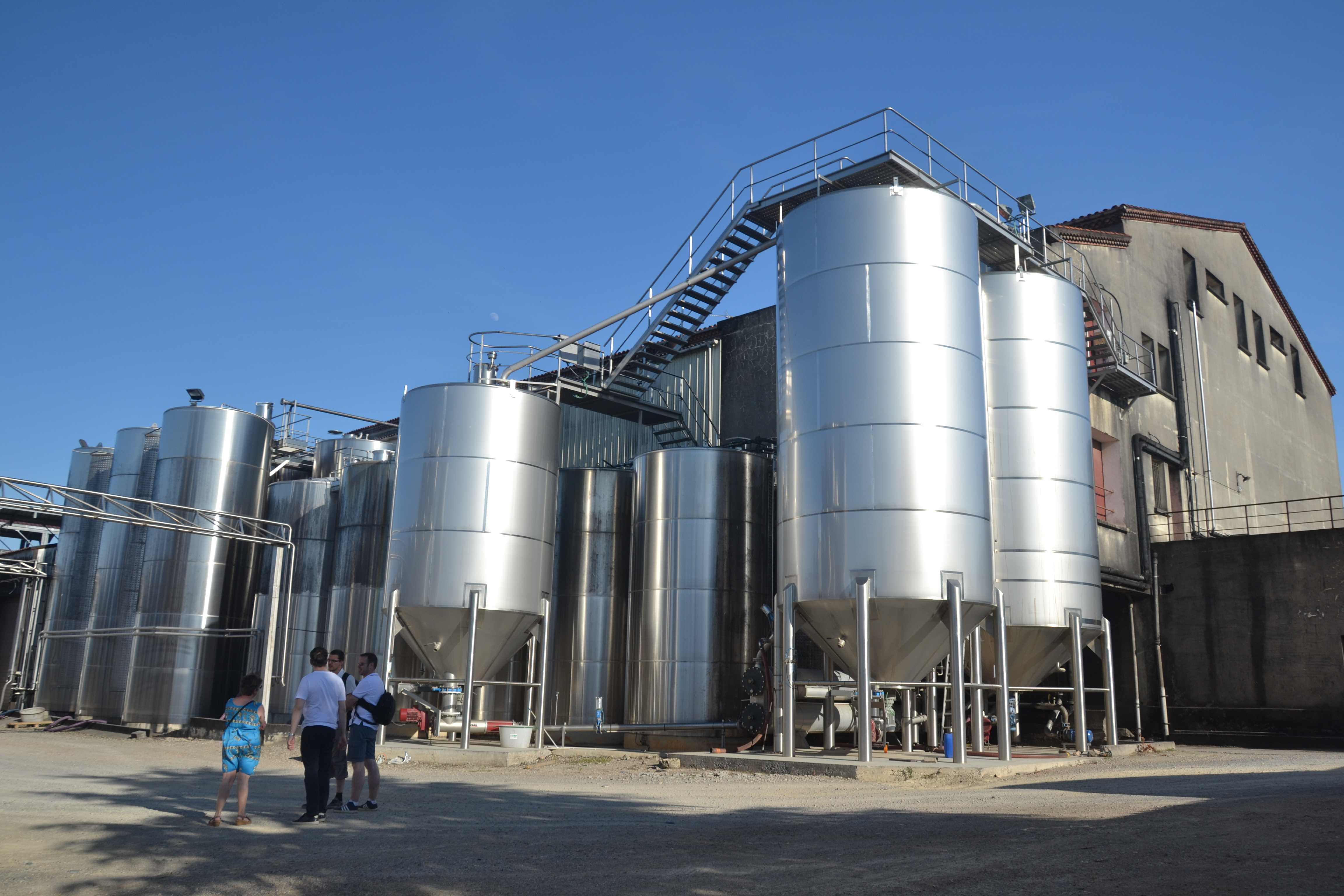
Silos à fonds coniques

D'un diamètre généralement plus petit que ceux à fond plat, le silo à fond conique peut être assigné à de nombreuses applications industrielles. Il stocke notamment des matières fluides (grains, pellets, plaquettes, billes plastiques), mais peut également être utilisé comme boisseau, unité de transit, ou encore silo vert pour les produits en attente de séchage.
Il permet en principe l'entreposage de produits fragiles, pouvant être affectés dans un processus de déchargement.
C'est un type de silo avec une construction particulière. Le fond est construit différemment du silo à fond plat, ce qui permet d'élever le fond par rapport au sol. Ainsi, le produit stocké est isolé du sol, ce qui empêche l'humidité d'entrer et préserve le produit. L'accent est également mis sur la ventilation.
Le silo conique peut être utilisé pour stocker des produits très sensibles à l'humidité.

#### Autres silos
De nombreux autres types de silos existent, mais il n'existe pas vraiment de normes pour leur forme, qui dépend par conséquent beaucoup de la vision du constructeur, ou des besoins de l'utilisateur. On peut citer parmi les plus connus le silo monobloc, conçu pour être étanche et destiné à des volumes de stockage plus modestes, mais également les silos divisibles, destiné aux personnes souhaitant disposer d'un grand volume de stockage, mais qui doivent entreposer de nombreux produits différents.

## Dimension économique
Les silos représentent aujourd'hui un véritable business dans le monde agricole et industriel. En effet, l'explosion de la production alimentaire ces dernières dizaines d'années nécessite la construction de structures toujours plus grandes, efficaces, et surtout sûres. Ces nouveaux silos sont donc de vrais défis pour l'ingénierie.
Les évolutions technologiques de ces dernières années ont permis la construction de structure gigantesques, disposant de capacité monstrueuses :

### Plus gros silo
Il est situé au Kansas dans la ville de wichita, et mesure 815 mètres de long. Il peut stocker plus de 550 000 tonnes de blé.

### Plus haut silo

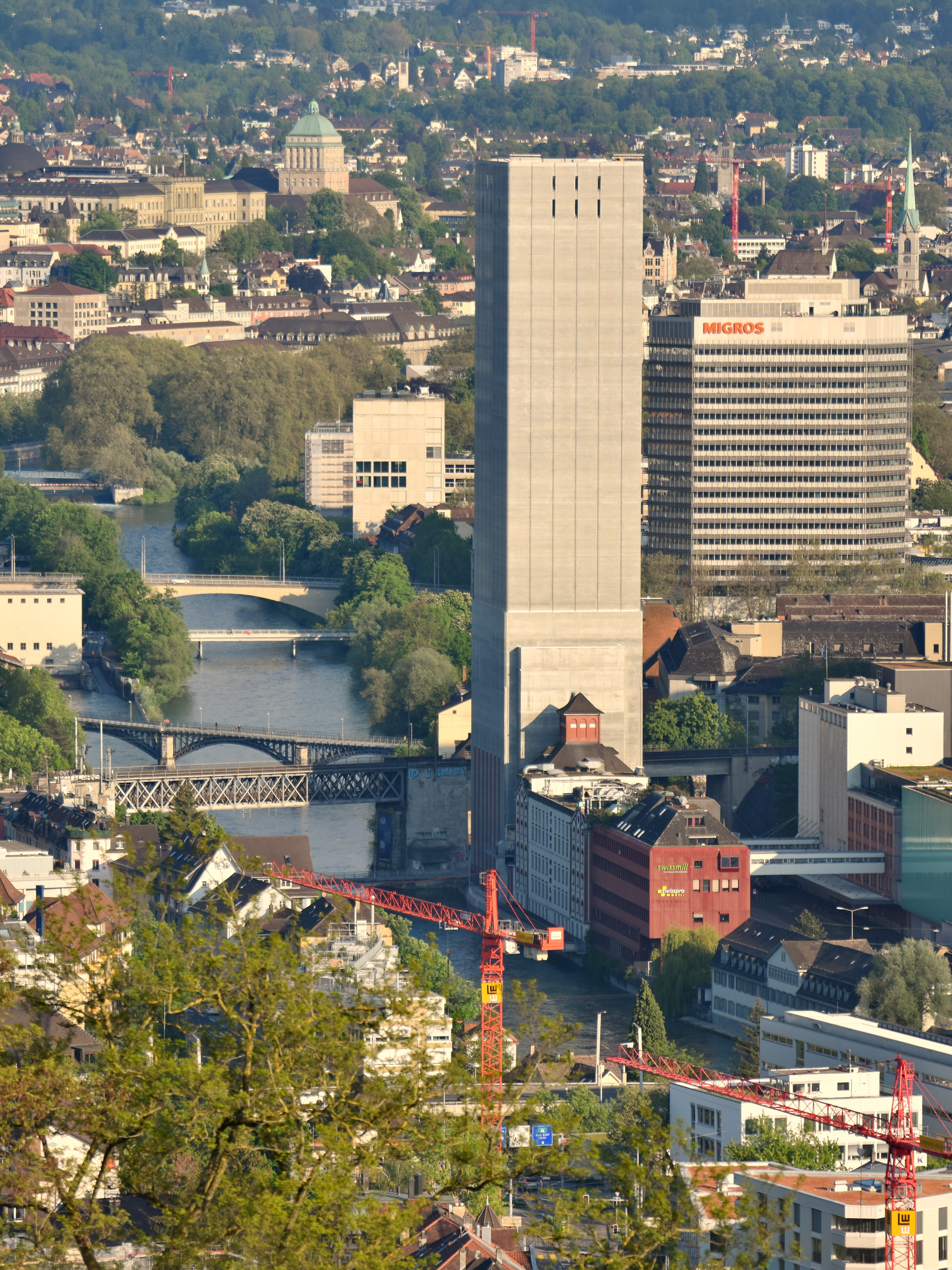
Le silo « Swissmill » de Zurich serait le plus haut du monde.

Le plus haut silo du monde est celui de Swissmill (en) dans la ville de Zurich (Suisse). Il mesure 118 mètres de haut, et peut stocker 40 000 tonnes de blé. C'est d'ailleurs le deuxième plus haut bâtiment de la ville.
Construit en 2013, ce silo n'est cependant pas apprécié de tous. Il provoque notamment la colère des riverains, qui ont signé trois pétitions pour obtenir sa destruction.

## Normes françaises et dangers[17]

### Problèmes posés par les silos

#### Risques industriels

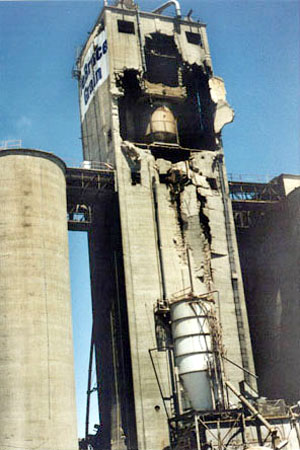
Silo à grains de type tour après une explosion

On sous-estime souvent la dangerosité des silos contenant des produits agricoles, mais ces derniers ne sont pas moins dangereux que ceux stockant des produits industriels. En effet, l'entreposage dans un silo, notamment de type tour, produit des poussières dangereuses pour la santé, et de surcroît inflammables.
En outre, la fermentation anaérobie de produits agricoles peut faire augmenter très fortement la température du silo, via le phénomène d'auto-échauffement.
Ainsi, une mauvaise gestion d'un silo peut aboutir à un incendie, voire dans les cas extrêmes à une explosion.
Le 20 août 1997, une explosion de poussière dans un silo de céréales sur le port de Blaye détruit 29 silos de céréales sur 45 de la SEMABLA, causant 11 morts.
Les explosions sont souvent dues à des nuages de poussières qui entrent en contact avec une source d'inflammation. Toute installation doit faire l'objet d'une analyse de risques — directive ATEX — et doit mettre en place les mesures nécessaires pour gérer le risque. L'environnement du process, en particulier, doit être nettoyé régulièrement pour éviter les accumulations de poussières qui pourraient provoquer des explosions secondaires.
Ces accidents importants et dramatiques ont imposé la création et l’actualisation de la réglementation applicable aux installations spécialisées dans le stockage de produits industriels, mais aussi de céréales, graines ou tout autre produit organique dégageant des poussières inflammables.
Malgré ces mesures, il arrive encore que des silos connaissent des accidents. De 1997 à 2005 en France, 95 accidents de silos ont été recensés, 86 % environ ont donné lieu à un incendie et 7 % à une explosion.
Aujourd'hui encore, des incidents majeurs surviennent parfois dans des silos à proximité d'habitations. On peut citer l'explosion d'un silo à grains ayant eu lieu à Strasbourg le 6 juin 2018, faisant 4 blessés.
Le silo de stockage est l'une des catégories d'installation qui déplore le plus d'accidents graves en France.

#### Pollution[22]

##### Pollution de l'eau
La mise en œuvre d'installations pour lutter contre les explosions et les incendies, qui utilisent de l'eau en grande quantité, peut entraîner des écoulements à l'extérieur des silos, et véhiculer des produits polluants, notamment dans le cas d'un silo entreposant des produits toxiques. Ces écoulements peuvent, par ruissellement, provoquer la contamination des eaux avoisinantes et des nappes phréatiques.

##### Contamination de l'air
Les matières stockées, ainsi que les réactions chimiques des produits ensilés, produisent en permanence des poussières, odeurs, et gaz pouvant s'avérer gênants voire nocifs pour la santé du personnel comme pour la population avoisinante.

#### Nuisances sonores
Comme toute installation industrielle, un silo est générateur de bruits pouvant s'avérer nocifs pour le personnel ainsi que la population avoisinante. en effet, c'est une installation qui peut être particulièrement bruyante, notamment pour les silos de grande hauteur, dont les bruits créés par certains équipements, comme les ventilateurs, peuvent se propager assez loin.

### Lois relatives aux silos
Afin d'éviter la création de situations dangereuses, une réglementation a été mise en place, dont l'objectif est de prévenir notamment l'empoussièrement, la température et les phénomènes électriques, en fonction de la nature des produits entreposés.
Ainsi, toute installation de stockage dont le volume est supérieur à 5 000 mètres cubes doit être déclaré. Si ce volume est supérieur à 15 000 mètres cubes, l'installation doit faire l'objet d'une autorisation.
La réglementation est différente selon que le silo est horizontal ou vertical. Par exemple, un silo vertical est plus facile à ventiler mais pose des problèmes de dangerosité plus important du fait des risques de projection de débris en cas d'explosion, tandis qu'un silo horizontal sera plus sujets aux risques d'incendie.
L'arrêté du 29 juillet 1998 statuant sur la réglementation des structures de stockage ne contient aucune disposition relative au bruit. Un silo sera donc réglementé par les arrêtés « brut », relatifs aux installations classée.
Le contrôle ainsi que le dépoussiérage régulier des installations de ventilation est obligatoire, afin de réguler la contamination possible de l'air.
Il faut aussi prendre en compte les risques de malveillance. Ainsi, comme dans toute installation industrielle potentiellement dangereuse, il est nécessaire de clôturer le site et à en contrôler les accès.

## Galerie

### Silos agricoles

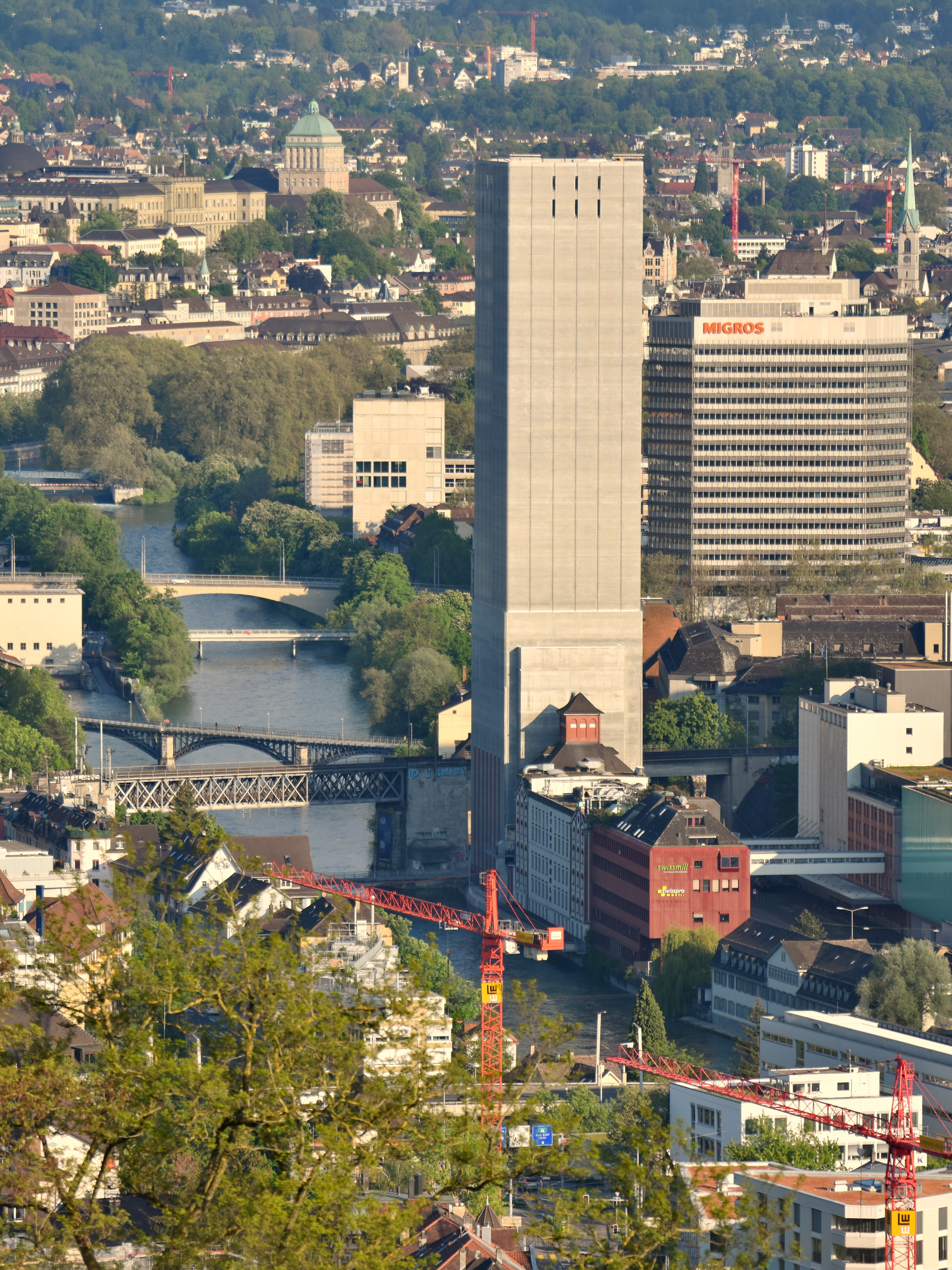
Le plus haut silo du monde en activité à Zurich en Suisse.
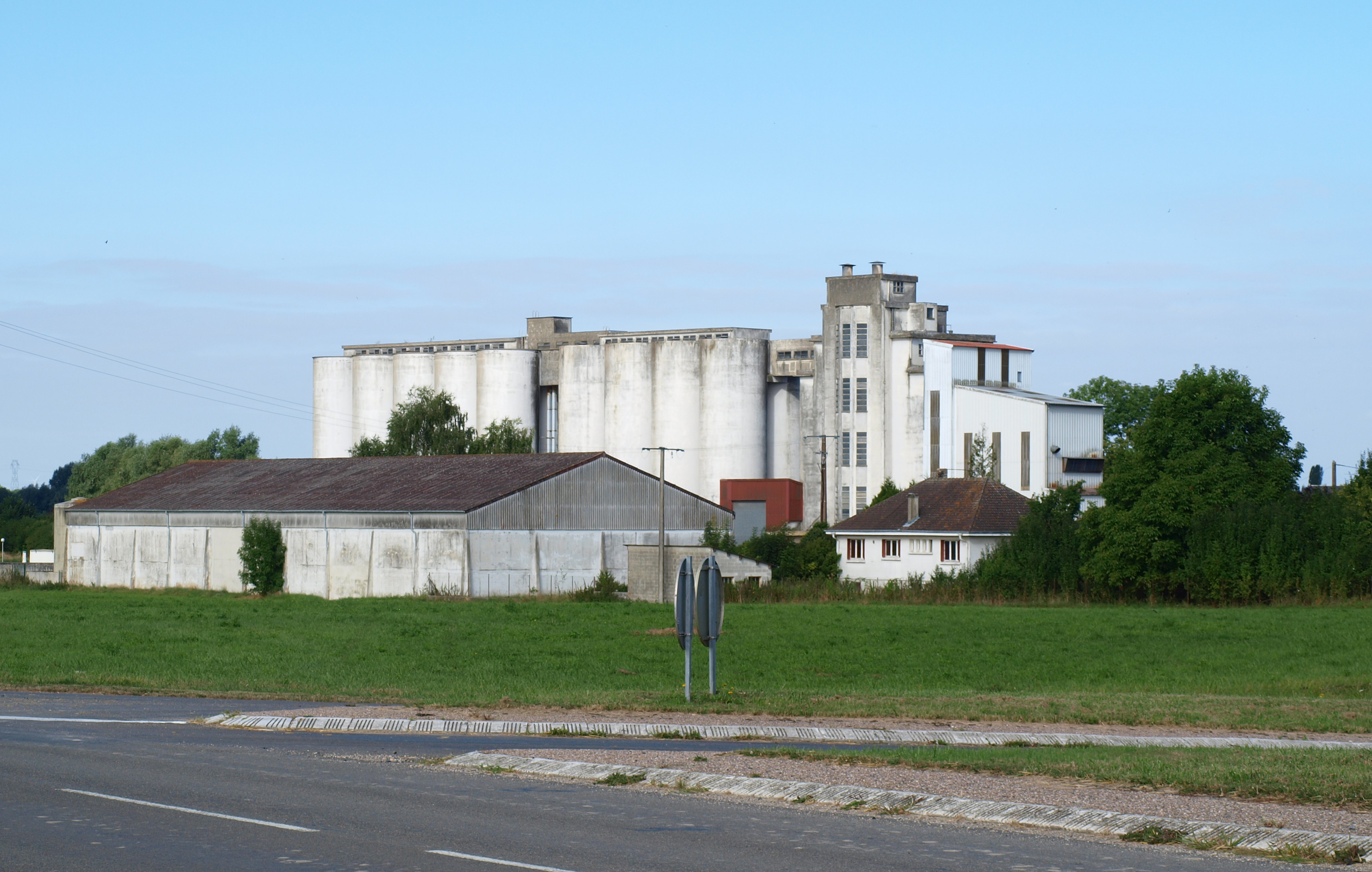
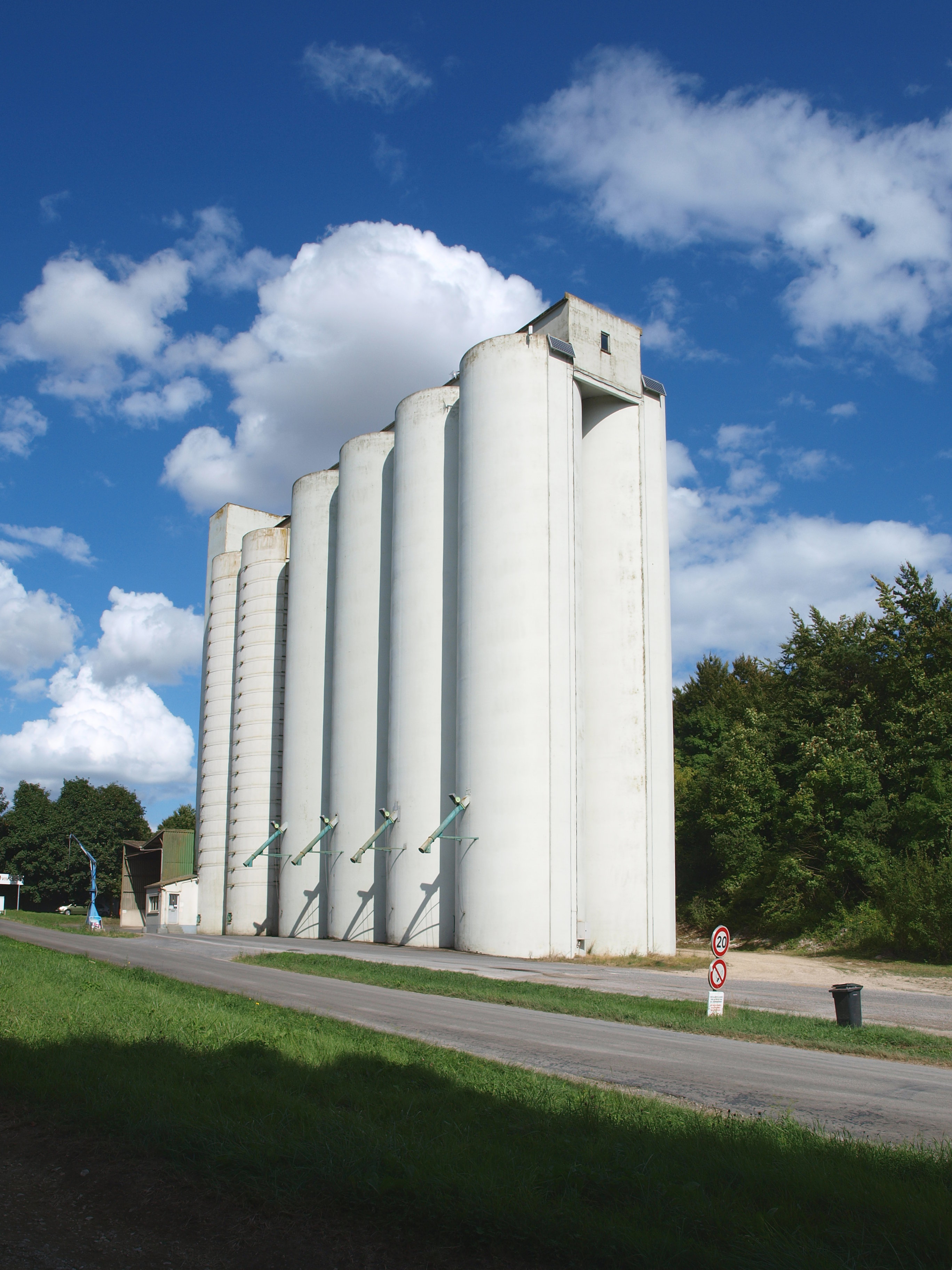
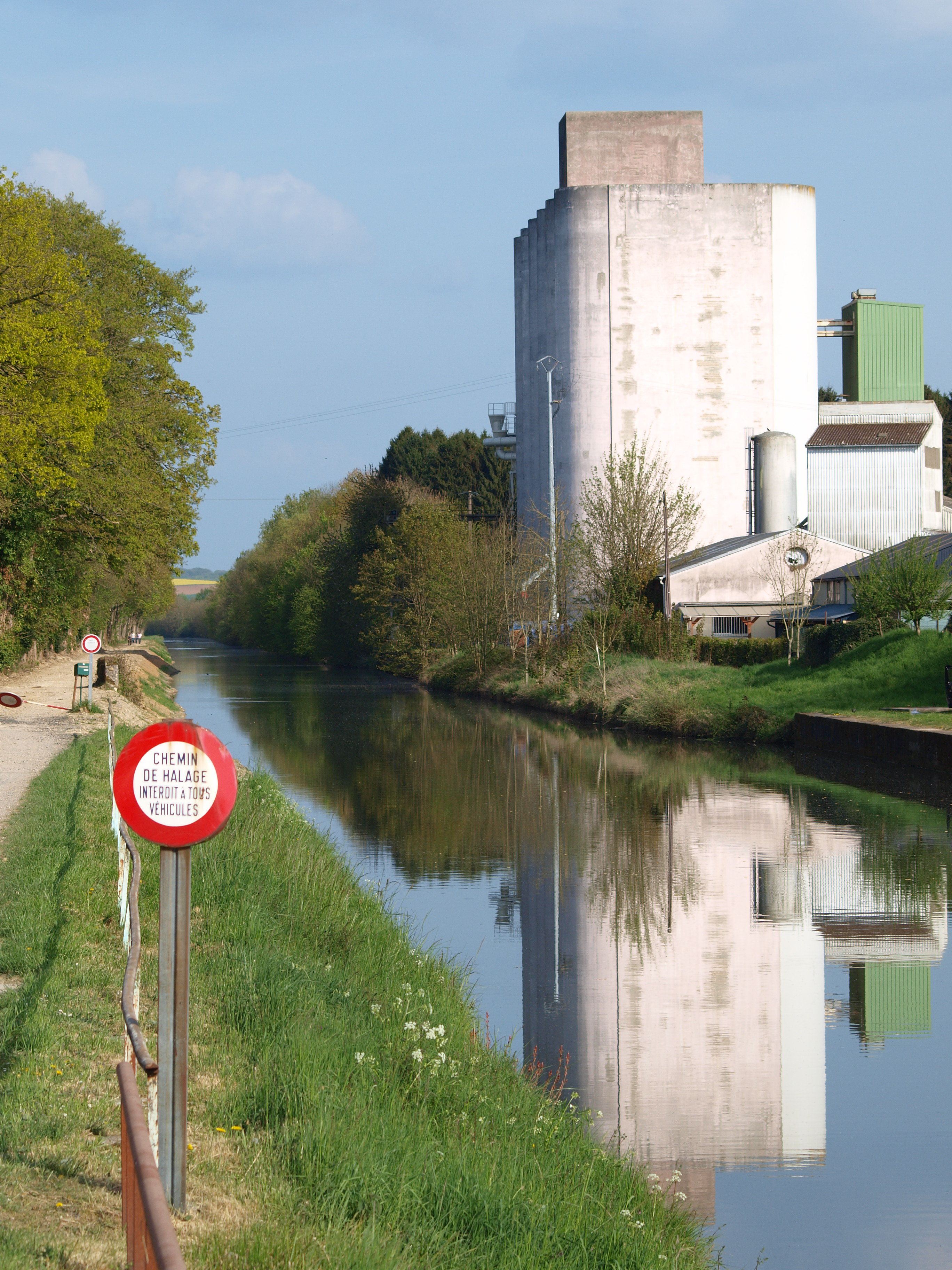
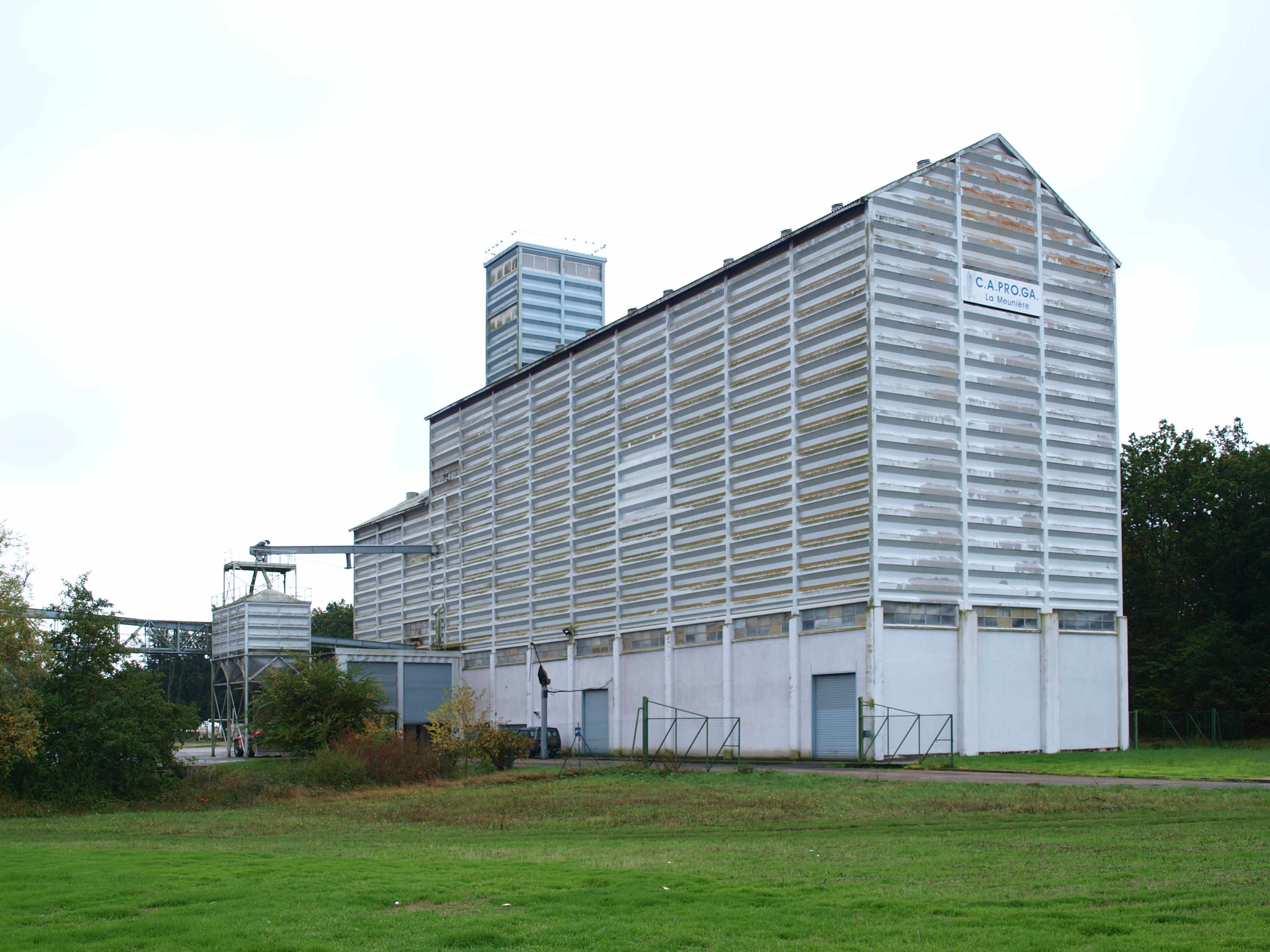
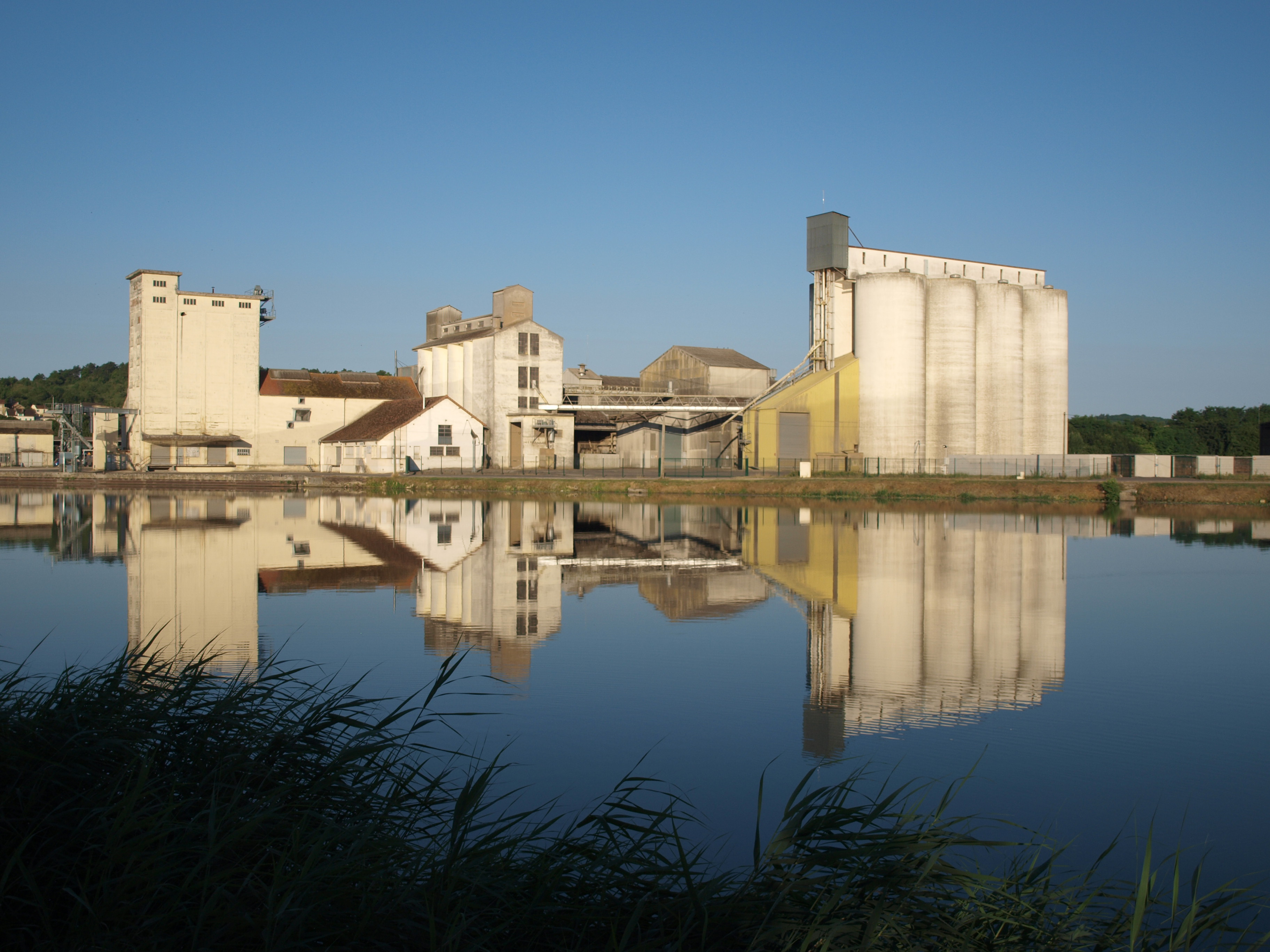
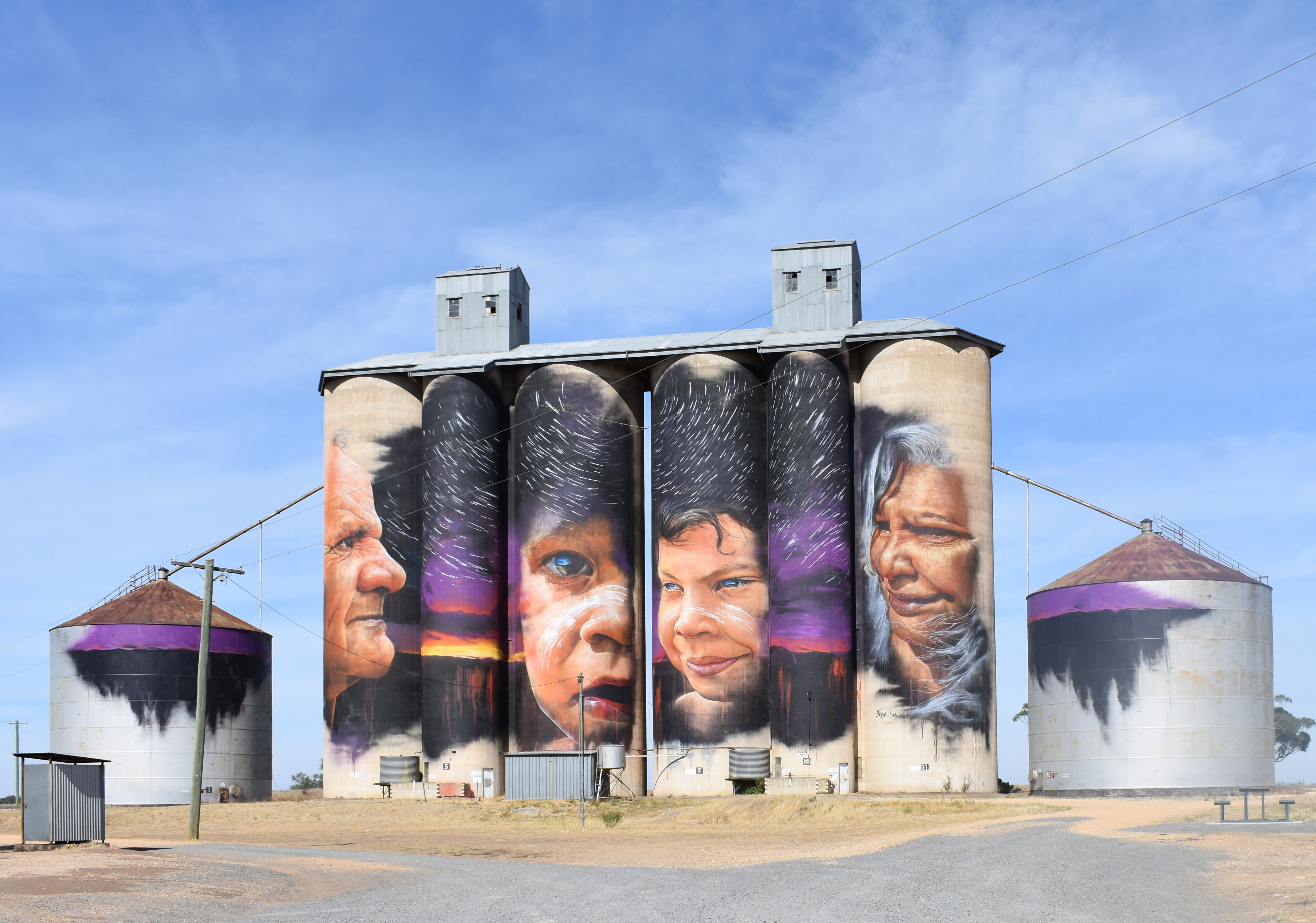
Silos décorés à Sheep Hills (Australie).
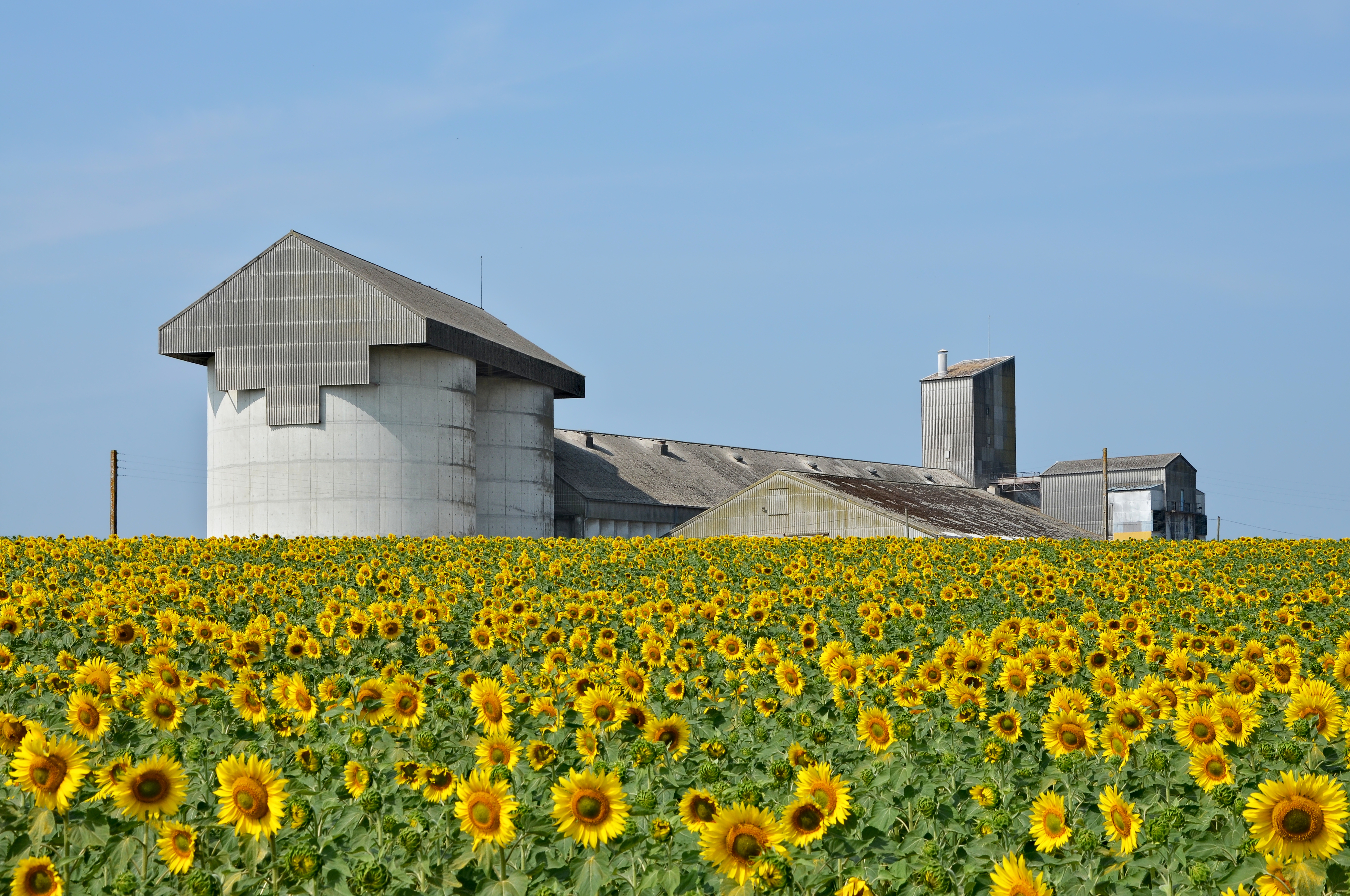
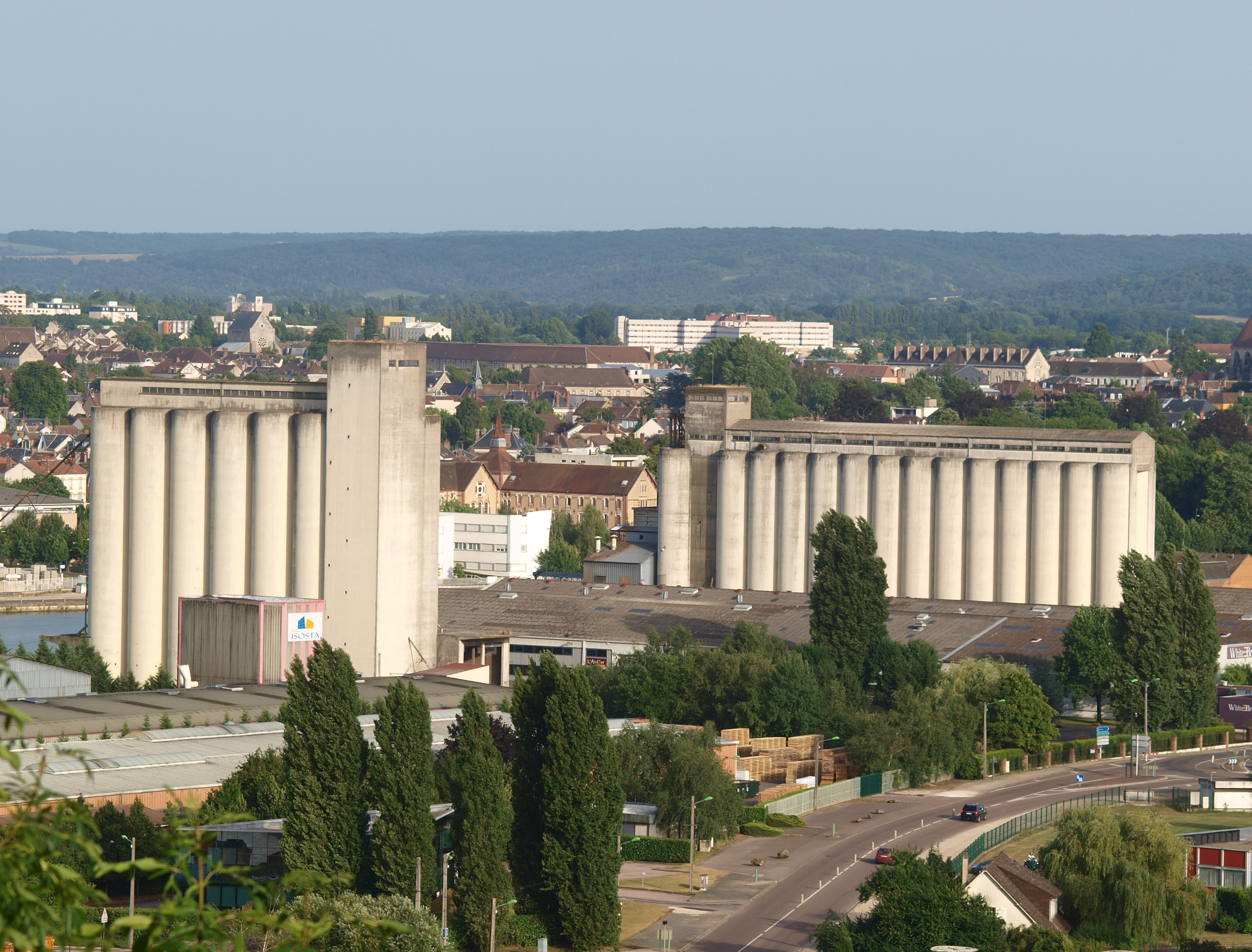
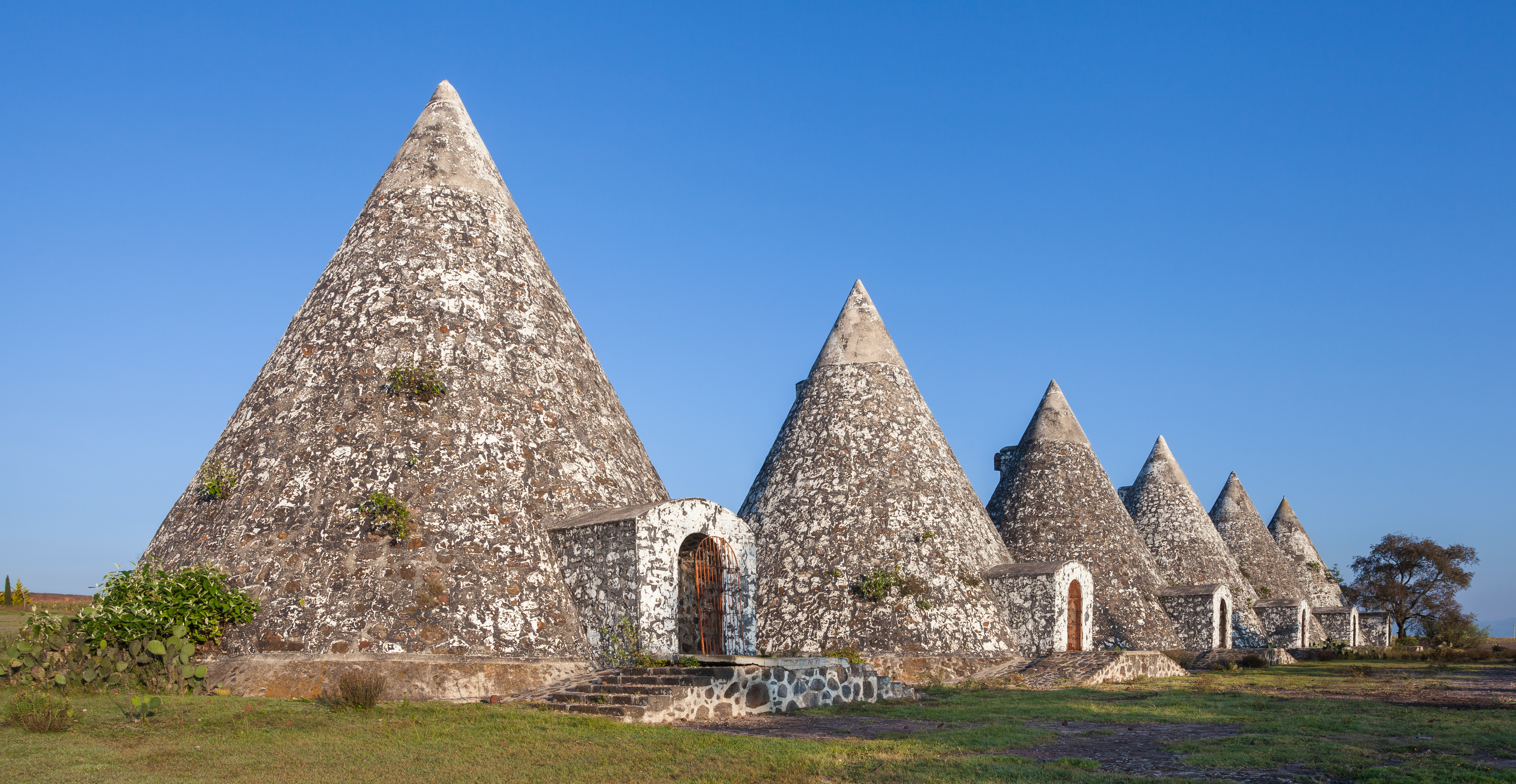
Silos coniques, Mexique
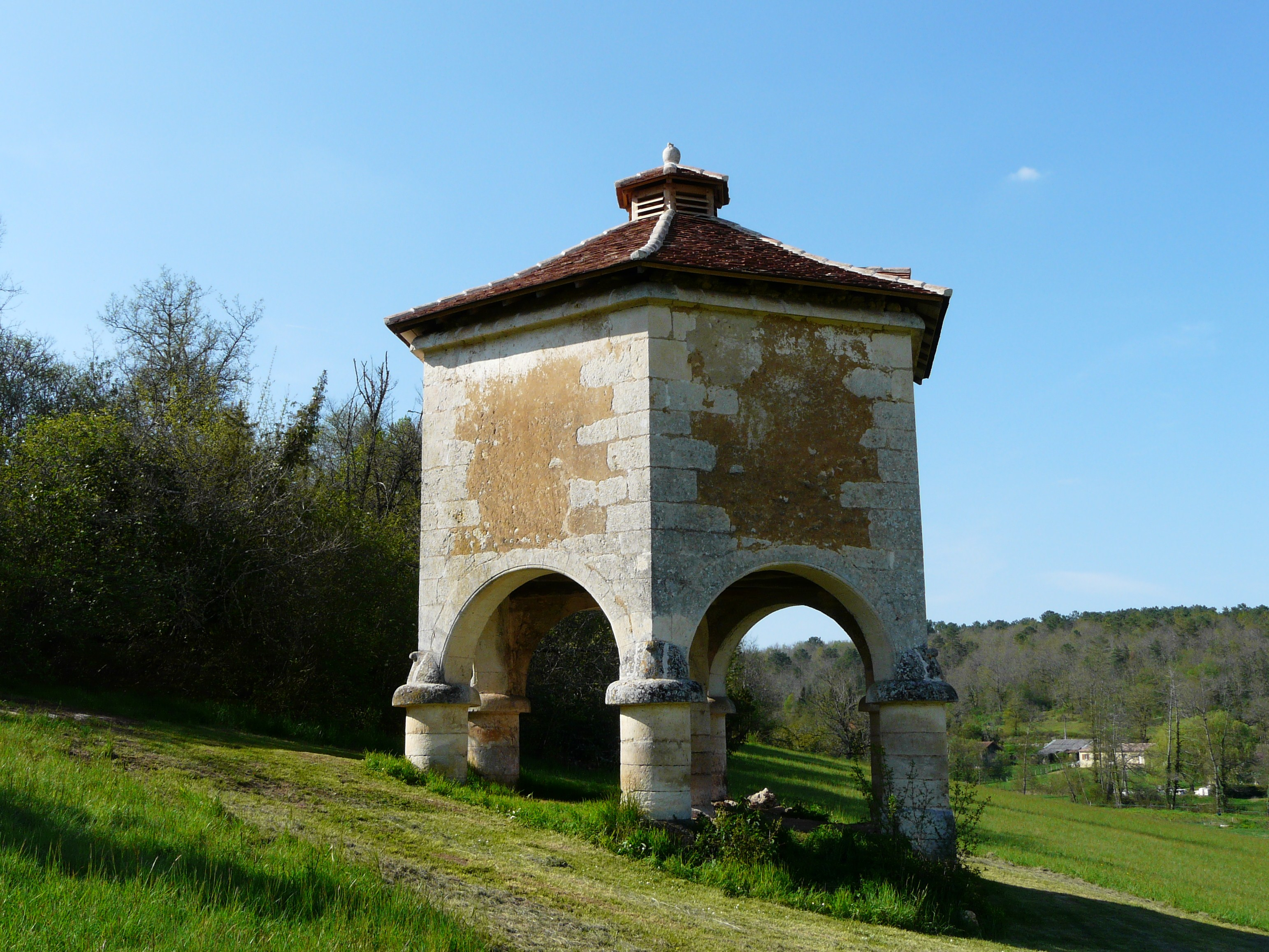
Silo à grains du XVIe siècle, France.

### Silos industriels

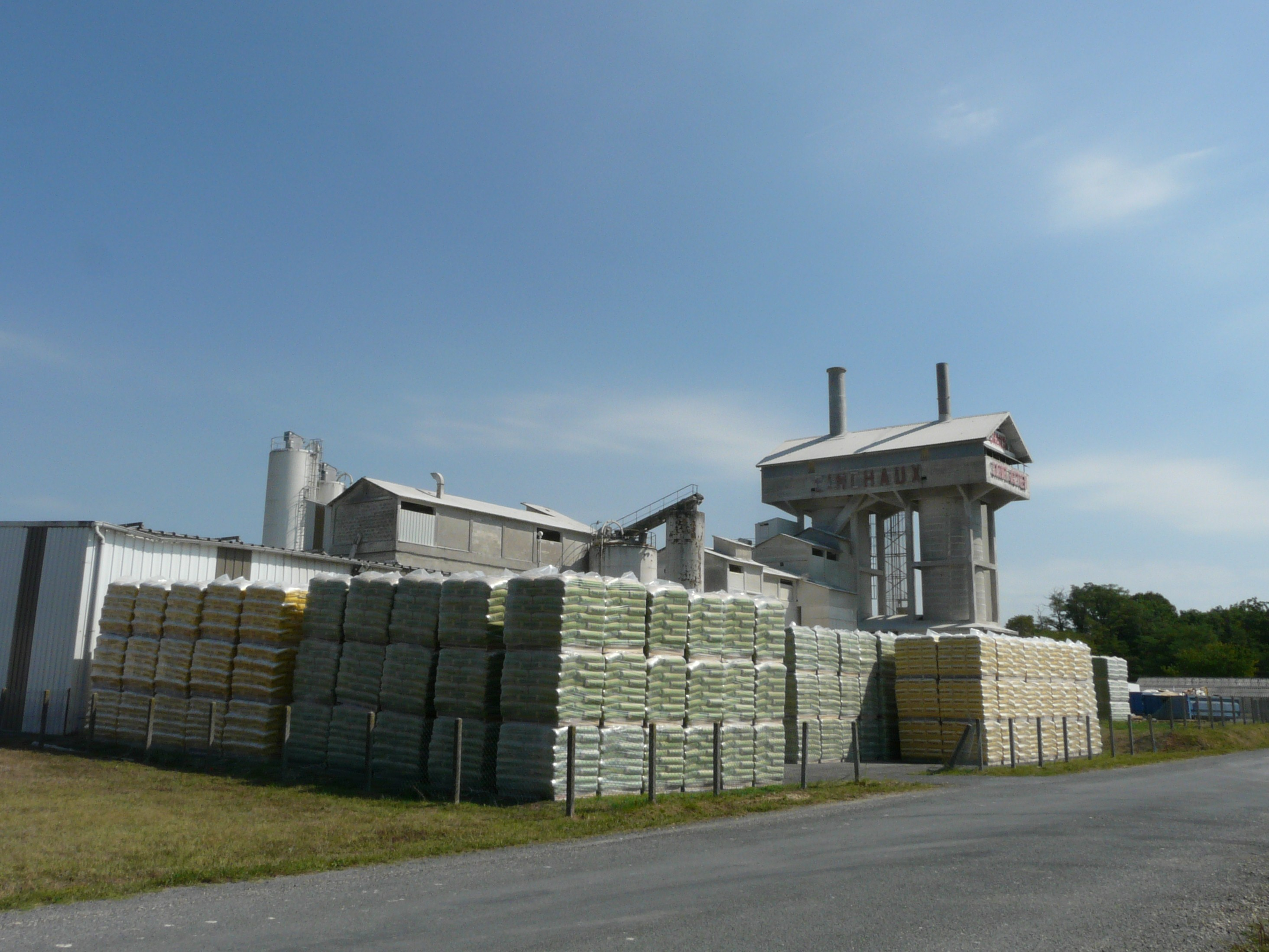
Silos d'extinction à chaux, France